# Jan Peter Beckmann
Jan Peter Beckmann (* 25. Dezember 1937 in Bielefeld)
ist ein deutscher Philosoph und emeritierter Professor für Philosophie an der Fernuniversität in Hagen.

## Werdegang
Nach dem Abitur am Bonn-Bad-Godesberger Aloisiuskolleg studierte Beckmann ab 1958 Philosophie sowie Literatur- und Sprachwissenschaften an den Universitäten Bonn, München und Stellenbosch/Südafrika. Im Anschluss an die Promotion zum Dr. phil. 1967 war er 1968–1970 Assistant Professor of Philosophy an der Yale University. Anschließend ließ er sich wieder in der Region Bonn nieder (Wohnsitz in Rheinbreitbach). Der Habilitation an der Universität Bonn (1979) folgte ein Ruf an die Fernuniversität Hagen als Inhaber des neu errichteten 1. Lehrstuhls für Philosophie. Es folgten Konzeption und Entwicklung des ersten deutschen Fernstudienangebots Philosophie (1979–2004) und später des weiterbildenden Studienangebots „Medizinische Ethik“, das er bis 2019 leitete. Daneben war er Prodekan und Dekan des Fachbereichs Erziehungs- und Sozialwissenschaften (1981–1983), Prorektor für Forschung und wissenschaftlichen Nachwuchs (1983–1985) sowie geschäftsführender Direktor des neu gegründeten Instituts für Philosophie der Fernuniversität (1995–2003). Einen Ruf auf den Lehrstuhl II für Philosophie an der Universität Bamberg im Jahre 1985 lehnte er ab. Gastprofessuren führten ihn an die Oxford University (1983), die Universität Bonn (1993 und 1995) und die Universität Münster (1995). Die Medizinische Fakultät der Universität Essen erteilte ihm einen Lehrauftrag für Medizinische Ethik (1997–2011).
Beckmann war Mitglied in den Direktorien des Instituts für Wissenschaft und Ethik (1996–2010) sowie des Deutschen Referenzzentrums für Ethik in den Biowissenschaften (DRZE) (1999–2007) an der Universität Bonn und der „Ständigen Kommission Organtransplantation“ bei der Bundesärztekammer (2002–2006) sowie Fachgutachter Philosophie der Deutschen Forschungsgemeinschaft (2000–2004) und 40 Jahre Mitglied im Auswahlausschuss der Studienstiftung (1971–2011).
2002 wurde Beckmann von der Bundesregierung als Sachverständiger in die Zentrale Ethikkommission für Stammzellenforschung berufen, deren Mitglied er bis 2017 war.
Seine Forschungsschwerpunkte liegen im Bereich der Metaphysik, Ontologie, der Philosophie der Antike und des Mittelalters sowie der philosophischen Fragen und Probleme der Biowissenschaften, speziell der Medizinischen Ethik. Hier hat er sich besonders den ethischen Aspekten der Stammzellforschung, der Organtransplantation sowie der Präimplantationsdiagnostik (PID) gewidmet. Er befürwortet die PID unter strengen Auflagen und plädiert insoweit für konsistente Regelungen in allen Bereichen der Reproduktionsmedizin.
Beckmann ist Mitherausgeber der im Alber Verlag in Freiburg erscheinenden Reihe „Praktische Philosophie“ sowie des im Verlag de Gruyter in Berlin erscheinenden Jahrbuchs für Wissenschaft und Ethik.
Auch seit seiner Emeritierung (2003) lehrt er weiterhin an der Fernuniversität in Hagen.
Am 19. Dezember 2014 wurde ihm von der medizinischen Fakultät der Universität Duisburg-Essen in Anerkennung seiner Verdienste im Bereich der medizinischen Ethik die Ehrendoktorwürde (Dr. med. h. c.) verliehen.

## Publikationen (Auswahl)
- Die Relationen der Identität und Gleichheit nach Joh. Duns Scotus. Verlag Bouvier, Bonn 1967, ISBN 3-416-00473-6
- Geschichte der Philosophie des Mittelalters, Band 2 Mittelalter und Renaissance, Verlag Rowohlt, Reinbek 1990, 2480 ISBN 3-499-55493-3.
- Wilhelm von Ockham. München (Verlag Beck) 1995 (3. Aufl. 2014). ISBN 978-3-406-66930 9
- Ethische Herausforderungen der modernen Medizin Verlag Karl Alber, Freiburg 2009, ISBN 978-3-495-48394-7
- Fragen und Probleme einer medizinischen Ethik (Hrsg.) Verlag de Gruyter, Berlin/New York 1996, ISBN 3-11-014782-3, auch in japanischer Übersetzung, Tokyo 2002
- Wilhelm von Ockham Verlag C.H. Beck (Reihe "Denker"), München 1995, 2. Aufl. 2010, 3. Aufl. 2014, ISBN 978-3-406-66930-9
- Humangenetische Diagnostik. Wissenschaftliche Grundlagen und gesellschaftliche Konsequenzen (Hrsg. u. a.). Verlag Springer, Heidelberg/New York 2000, ISBN 3 540 67945 6.
- Xenotransplantation. Wissenschaftliche Entwicklungen und ethisch-rechtliche Implikationen. Verlag Springer, Heidelberg/New York 2000. ISBN 3 540 41376 6
- Organtransplantation: Medizinische, rechtliche und ethische Aspekte (zusammen mit Hans-Ludwig Schreiber, Günter Kirste) Verlag Karl Alber, Freiburg 2008, ISBN 978-3-495-48344-2
- Autonomie. Aktuelle ethische Herausforderungen der Gesellschaft. Verlag Alber, Freiburg/München 2020, ISBN 978-3-495491737.
- Aufklärung vor der Aufklärung? Ein Blick in das Mittelalter. In: Torsten Nieland (Hrsg.): Erscheinung und Vernunft – Wirklichkeitszugänge der Aufklärung. Frank & Timme, Berlin 2018, ISBN 978-3-7329-9479-3.